# بيل بيلي (لاعب كرة قاعدة أمريكي)
بيل بيلي (بالإنجليزية: Bill Bailey)‏ هو لاعب كرة قاعدة أمريكي، ولد في 12 أبريل 1888 في فورت سميث في الولايات المتحدة، وتوفي في 2 نوفمبر 1926 في هيوستن في الولايات المتحدة.

## وصلات خارجية
- بيل بيلي (لاعب كرة قاعدة أمريكي) على موقعبيزبول رفرنس.كوم (الدوري الرئيسي) (الإنجليزية)
- بيل بيلي (لاعب كرة قاعدة أمريكي) على موقعبيزبول رفرنس.كوم (الدوري الثانوي) (الإنجليزية)
- بيل بيلي (لاعب كرة قاعدة أمريكي) على موقع مشجعي الرسوم البيانية (الإنجليزية)